# Апасово
Апа́сово (рос. Апасово, башк. Апас) — присілок у складі Мелеузівського району Башкортостану, Росія. Входить до складу Аптраковської сільської ради.
Населення — 68 осіб (2010; 50 в 2002).
Національний склад:
- башкири — 100%